# Ray Heindorf
Raymond John "Ray" Heindorf (Haverstraw, Nova York, 25 d'agost de 1908 - Tanzana, Califòrnia, 2 de febrer de 1980) fou un compositor de cinema estatunidenc. Vinculat al cinema des que era molt jove, amb 14 anys tocava el piano al teatre de la seva ciutat acompanyant la projecció de pel·lícules i amb 21 anys va debutar posant música al film: Hollywood Revue of 1929. El seu talent com arranjador i orquestrador, el porta a ser contractat per la Warner, on inicialment treballarà com a assistent d'Erich Wolfgang Korngold, així com escrivint música no acreditada per a centenars de films. El seu talent per als musicals i la comèdia, el va portar a guanyar dos Oscars consecutivament en els anys 1942 amb Yankee Doodle Dandy (co-escrita amb Heinz Roemheld) i el 1943 amb Això és l'exèrcit. En total va obtenir 18 nominacions en tota la seva carrera.

## Treballs
- 1929 Hollywood Revue of 1929
- 1935 Broadway Hostess
- 1939 On Your Toes
- 1942 Yankee Doodle Dady
- 1943 Això és l'exèrcit (This is the army)
- 1944 Hollywood Canteen (cançó)
- 1944 Rumb a Orient (Up in Arms) (amb Louis Forbes)
- 1945 San Antonio
- 1945 Wonder Man (con Louis Forbes)
- 1945 Raphsody in Blue (amb Max Steiner)
- 1948 Race Street (cançó)
- 1948 Romance on the High Seas
- 1948 April Showers
- 1949 My Dream Is Yours
- 1949 South of St. Louis (cançó)
- 1949 Look for the Silver Lining
- 1950 The Breaking Point
- 1950 The West Point Story
- 1951 Leghorn Swoggled (cançó)
- 1951 Sugarfoot (cançó)
- 1952 About Face
- 1953 The Jazz Singer
- 1953 Calamite Jane
- 1955 Warner Brothers Presents (sèrie de TV)
- 1954 A Star is Born (música addicional)
- 1954 El blues de Pete Kelly
- 1956 Miracle in the Rain (cançó)
- 1956 Sincerely Yours
- 1957 Sugarfoot (sèrie de TV)
- 1957 Shoot-Out at Medicine Bend (cançó)
- 1958 No Time for Sergeants
- 1958 Damn Yankees!
- 1959 Deadline Midnight
- 1959 The Alaskans (sèrie de TV)
- 1959 Up Periscope
- 1959 Home Before Dark
- 1962 The Music Man (adaptació)
- 1968 Finian's Rainbow
- 1971 O'Hara, U.S. Treasury (TV)
- 1972 Survival of Spaceship Earth

## Premis i nominacions als Oscar
| Any  | Categoria           | Pel·lícula                 | Resultat  |
| ---- | ------------------- | -------------------------- | --------- |
| 1943 | Millor banda sonora | Yanqui Dandy               | Guanyador |
| 1944 | Millor banda sonora | Això és l'exèrcit          | Guanyador |
| 1945 | Millor banda sonora | Hollywood Canteen          | Candidat  |
| 1945 | Millor banda sonora | Rumb a Orient              | Candidat  |
| 1946 | Millor banda sonora | San Antonio                | Candidat  |
| 1946 | Millor banda sonora | Rhapsody in Blue           | Candidat  |
| 1946 | Millor banda sonora | Wonder Man                 | Candidat  |
| 1947 | Millor banda sonora | Nit i dia                  | Candidat  |
| 1948 | Millor banda sonora | My Wild Irish Rose         | Candidat  |
| 1949 | Millor banda sonora | Romance on the High Seas   | Candidat  |
| 1950 | Millor banda sonora | Look for the Silver Lining | Candidat  |
| 1951 | Millor banda sonora | The West Point Story       | Candidat  |
| 1953 | Millor banda sonora | The Jazz Singer            | Candidat  |
| 1954 | Millor banda sonora | Calamity Jane              | Candidat  |
| 1955 | Millor banda sonora | A Star is Born             | Candidat  |
| 1959 | Millor banda sonora | Damn Yankees!              | Candidat  |
| 1963 | Millor banda sonora | The Music Man              | Guanyador |
| 1969 | Millor banda sonora | La vall de l'arc iris      | Candidat  |